# 아이슬란드의 총리
아이슬란드의 총리(아이슬란드어: Forsætisráðherra Íslands)는 아이슬란드의 정부 수반이다. 현재 총리는 크리스트룬 프로스타도티르이며, 2024년 12월 21일에 취임하였다.

## 역대 총리 목록
| 아이슬란드 자치정부 총리(1904년-1918년) | 아이슬란드 자치정부 총리(1904년-1918년) | 아이슬란드 자치정부 총리(1904년-1918년) | 아이슬란드 자치정부 총리(1904년-1918년) | 아이슬란드 자치정부 총리(1904년-1918년) | 아이슬란드 자치정부 총리(1904년-1918년) | 아이슬란드 자치정부 총리(1904년-1918년) |
| 대                                      | 총리(이름)                              | 총리(이름)                              | 재임기간                                | 소속정당                                | 연립정당                                | 기타                                    |
| --------------------------------------- | --------------------------------------- | --------------------------------------- | --------------------------------------- | --------------------------------------- | --------------------------------------- | --------------------------------------- |
| 1                                       |                                         | 하네스 하프스테인 (1861-1922)           | 1904년 2월 1일 ~ 1909년 3월 31일        | 지방자치당                              |                                         | 1차                                     |
| 2                                       |                                         | 비외른 욘손 (1846-1912)                 | 1909년 3월 31일 ~ 1911년 3월 14일       | 독립당                                  |                                         |                                         |
| 3                                       |                                         | 크리스티얀 욘손 (1852-1926)             | 1911년 3월 14일 ~ 1912년 7월 24일       | 무소속                                  |                                         |                                         |
| (1)                                     |                                         | 하네스 하프스테인 (1861-1922)           | 1912년 7월 24일 ~ 1914년 7월 21일       | 연합당                                  |                                         | 2차                                     |
| 4                                       |                                         | 시구르뒤르 에게르츠 (1875-1945)         | 1914년 7월 21일 ~ 1915년 5월 4일        | 독립당                                  |                                         | 1차                                     |
| 5                                       |                                         | 에이나르 아이나르손 (1880-1955)         | 1915년 5월 4일 ~ 1917년 1월 4일         | 독립당                                  |                                         |                                         |
| 6                                       |                                         | 욘 마그누손 (1859-1926)                 | 1917년 1월 4일 ~ 1918년 12월 1일        | 지방자치당                              | 독립당-진보당                           | 1차                                     |
| 아이슬란드 왕국 총리(1918년-1944년)     |                                         |                                         |                                         |                                         |                                         |                                         |
| 대                                      | 총리(이름)                              | 총리(이름)                              | 재임기간                                | 소속정당                                | 연립정당                                | 기타                                    |
| 6                                       |                                         | 욘 마그누손 (1859-1926)                 | 1918년 12월 1일 ~ 1920년 2월 25일       | 지방자치당                              | 독립당-진보당                           | 1차                                     |
| 6                                       | 1920년 2월 25일 ~ 1922년 3월 7일        | 욘 마그누손 (1859-1926)                 | 2차                                     | 지방자치당                              | 독립당-진보당                           |                                         |
| (4)                                     |                                         | 시구르뒤르 에게르츠 (1875-1945)         | 1922년 3월 7일 ~ 1924년 3월 22일        | 독립당                                  |                                         | 2차                                     |
| (6)                                     |                                         | 욘 마그누손 (1859-1926)                 | 1924년 3월 22일 ~ 1926년 6월 23일       | 보수당                                  |                                         | 3차, 임기중 사망                        |
| 7                                       |                                         | 마그누스 구드문트손 (1879-1937)         | 1926년 6월 23일 ~ 1926년 7월 8일        | 보수당                                  |                                         | 직무 대행                               |
| 8                                       |                                         | 욘 토를라크손 (1877-1935)               | 1926년 7월 8일 ~ 1927년 8월 28일        | 보수당                                  |                                         |                                         |
| 9                                       |                                         | 트리그비 토르할손 (1889-1935)           | 1927년 8월 28일 ~ 1932년 6월 3일        | 진보당                                  |                                         |                                         |
| 10                                      |                                         | 아우스게이르 아우스게이르손 (1894-1972) | 1932년 6월 3일 ~ 1934년 7월 28일        | 진보당                                  | 독립당                                  |                                         |
| 11                                      |                                         | 헤르만 요나손 (1896-1976)               | 1934년 7월 28일 ~ 1938년 4월 2일        | 진보당                                  | 사회민주당                              | 1차                                     |
| 11                                      | 1938년 4월 2일 ~ 1939년 4월 17일        | 헤르만 요나손 (1896-1976)               |                                         | 진보당                                  | 2차                                     |                                         |
| 11                                      | 1939년 4월 17일 ~ 1941년 11월 18일      | 헤르만 요나손 (1896-1976)               | 독립당-사회민주당                       | 진보당                                  | 3차                                     |                                         |
| 11                                      | 1941년 11월 18일 ~ 1942년 5월 16일      | 헤르만 요나손 (1896-1976)               | 독립당-사회민주당                       | 진보당                                  | 4차                                     |                                         |
| 12                                      |                                         | 올라뷔르 토르스 (1892-1964)             | 1942년 5월 16일 ~ 1942년 12월 16일      | 독립당                                  |                                         | 1차                                     |
| 13                                      |                                         | 비외른 토르다르손 (1879-1963)           | 1942년 12월 16일 ~ 1944년 6월 17일      | 무소속                                  |                                         |                                         |
| 아이슬란드 공화국 총리(1944년-현재)     |                                         |                                         |                                         |                                         |                                         |                                         |
| 대                                      | 총리(이름)                              | 총리(이름)                              | 재임기간                                | 소속정당                                | 연립정당                                | 기타                                    |
| 13                                      |                                         | 비외른 토르다르손 (1879-1963)           | 1944년 6월 17일 ~ 1944년 10월 21일      | 무소속                                  |                                         |                                         |
| (12)                                    |                                         | 올라뷔르 토르스 (1892-1964)             | 1944년 10월 21일 ~ 1947년 2월 4일       | 독립당                                  | 사회민주당-사회당                       | 2차                                     |
| 14                                      |                                         | 스테판 J. 스테판손 (1894-1980)          | 1947년 2월 4일 ~ 1949년 12월 6일        | 사회민주당                              | 독립당-진보당                           |                                         |
| (12)                                    |                                         | 올라뷔르 토르스 (1892-1964)             | 1949년 12월 6일 ~ 1950년 3월 14일       | 독립당                                  |                                         | 3차                                     |
| 15                                      |                                         | 스테잉리뮈르 스테인토르손 (1893-1966)   | 1950년 3월 14일 ~ 1953년 9월 11일       | 진보당                                  | 독립당                                  |                                         |
| (12)                                    |                                         | 올라뷔르 토르스 (1892-1964)             | 1953년 9월 11일 ~ 1956년 7월 24일       | 독립당                                  | 진보당                                  | 4차                                     |
| (11)                                    |                                         | 헤르만 요나손 (1896-1976)               | 1956년 7월 24일 ~ 1958년 12월 23일      | 진보당                                  | 사회민주당-인민동맹                     | 5차                                     |
| 16                                      |                                         | 에밀 욘손 (1902-1986)                   | 1958년 12월 23일 ~ 1959년 11월 20일     | 사회민주당                              |                                         |                                         |
| (12)                                    |                                         | 올라뷔르 토르스 (1892-1964)             | 1959년 11월 20일 ~ 1961년 9월 8일       | 독립당                                  | 사회민주당                              | 5차                                     |
| 17                                      |                                         | 비아르드니 베네딕트손 (1908-1970)       | 1961년 9월 8일 ~ 1961년 12월 31일       | 독립당                                  | 사회민주당                              | 1차                                     |
| (12)                                    |                                         | 올라뷔르 토르스 (1892-1964)             | 1962년 1월 1일 ~ 1963년 11월 14일       | 독립당                                  | 사회민주당                              | 6차                                     |
| (17)                                    |                                         | 비아르드니 베네딕트손 (1908-1970)       | 1963년 11월 14일 ~ 1970년 7월 10일      | 독립당                                  | 사회민주당                              | 2차, 임기중 사망                        |
| 18                                      |                                         | 요한 하프스테인 (1915-1980)             | 1970년 7월 10일 ~ 1971년 7월 14일       | 독립당                                  | 사회민주당                              |                                         |
| 19                                      |                                         | 올라뷔르 요한네손 (1913-1984)           | 1971년 7월 14일 ~ 1974년 8월 28일       | 진보당                                  | 인민동맹-자유좌파연합                   | 1차                                     |
| 20                                      |                                         | 게이르 할그림손 (1925-1990)             | 1974년 8월 28일 ~ 1978년 9월 1일        | 독립당                                  | 진보당                                  |                                         |
| (19)                                    |                                         | 올라뷔르 요한네손 (1913-1984)           | 1978년 9월 1일 ~ 1979년 10월 15일       | 진보당                                  | 인민동맹                                | 2차                                     |
| 21                                      |                                         | 베네딕트 S. 그뢴달 (1924-2010)          | 1979년 10월 15일 ~ 1980년 2월 8일       | 사회민주당                              |                                         |                                         |
| 22                                      |                                         | 귄나르 토로트센 (1910-1983)             | 1980년 2월 8일 ~ 1983년 5월 26일        | 독립당                                  | 진보당-인민동맹                         |                                         |
| 23                                      |                                         | 스테잉리뮈르 헤르만손 (1928-2010)       | 1983년 5월 26일 ~ 1987년 7월 8일        | 진보당                                  | 독립당                                  | 1차                                     |
| 24                                      |                                         | 소르스테인 파울손 (1947- )              | 1987년 7월 8일 ~ 1988년 9월 28일        | 독립당                                  | 진보당-사회민주당                       |                                         |
| (23)                                    |                                         | 스테잉리뮈르 헤르만손 (1928-2010)       | 1988년 9월 28일 ~ 1989년 9월 10일       | 진보당                                  | 인민동맹-사회민주당                     | 2차                                     |
| (23)                                    | 1989년 9월 10일 ~ 1991년 4월 30일       | 스테잉리뮈르 헤르만손 (1928-2010)       | 인민동맹-사회민주당-시민당              | 진보당                                  | 3차                                     |                                         |
| 25                                      |                                         | 다비드 오트손 (1948- )                  | 1991년 4월 30일 ~ 1995년 4월 23일       | 독립당                                  | 사회민주당                              | 1차                                     |
| 25                                      | 1995년 4월 23일 ~ 1999년 5월 28일       | 다비드 오트손 (1948- )                  | 진보당                                  | 독립당                                  | 2차                                     |                                         |
| 25                                      | 1999년 5월 28일 ~ 2003년 5월 23일       | 다비드 오트손 (1948- )                  | 진보당                                  | 독립당                                  | 3차                                     |                                         |
| 25                                      | 2003년 5월 23일 ~ 2004년 9월 15일       | 다비드 오트손 (1948- )                  | 진보당                                  | 독립당                                  | 4차                                     |                                         |
| 26                                      |                                         | 하들도르 아우스그림손 (1947-2015)       | 2004년 9월 15일 ~ 2006년 6월 15일       | 진보당                                  | 독립당                                  |                                         |
| 27                                      |                                         | 게이르 호르데 (1951- )                  | 2006년 6월 15일 ~ 2007년 5월 24일       | 독립당                                  | 사회민주동맹                            | 1차                                     |
| 27                                      | 2007년 5월 24일 ~ 2009년 2월 1일        | 게이르 호르데 (1951- )                  | 사회민주동맹                            | 독립당                                  | 2차                                     |                                         |
| 28                                      |                                         | 요한나 시귀르다르도티르 (1942- )        | 2009년 2월 1일 ~ 2009년 5월 10일        | 사회민주동맹                            | 좌파녹색운동                            | 1차                                     |
| 28                                      | 2009년 5월 10일 ~ 2013년 5월 23일       | 요한나 시귀르다르도티르 (1942- )        | 좌파녹색운동                            | 사회민주동맹                            | 2차                                     |                                         |
| 29                                      |                                         | 시그뮌뒤르 다비드 귄뢰이그손 (1975- )   | 2013년 5월 23일 ~ 2016년 4월 7일        | 진보당                                  | 독립당                                  |                                         |
| 30                                      |                                         | 시귀르뒤르 잉기 요한손 (1962- )         | 2016년 4월 7일 ~ 2017년 1월 11일        | 진보당                                  | 독립당                                  |                                         |
| 31                                      |                                         | 비아르드니 베네딕트손 (1970- )          | 2017년 1월 11일 ~ 2017년 11월 30일      | 독립당                                  | 개혁당-밝은미래                         | 1차                                     |
| 32                                      |                                         | 카트린 야콥스도티르 (1976- )            | 2017년 11월 30일 ~ 2021년 11월 28일     | 좌파녹색운동                            | 독립당-진보당                           | 1차                                     |
| 32                                      | 2021년 11월 28일 ~ 2024년 4월 9일       | 카트린 야콥스도티르 (1976- )            | 독립당-진보당                           | 좌파녹색운동                            | 2차                                     |                                         |
| (31)                                    |                                         | 비아르드니 베네딕트손 (1970- )          | 2024년 4월 9일 ~ 2024년 12월 21일       | 독립당                                  | 좌파녹색운동-진보당                     | 2차                                     |
| 33                                      |                                         | 크리스트룬 프로스타도티르 (1988- )      | 2024년 12월 21일 ~ 현재                 | 사회민주동맹                            | 좌파녹색운동                            | 1차                                     |